# Zhao Hongbo
Zhao Hongbo (em chinês simplificado: 赵宏博; em chinês tradicional: 趙宏博; em pinyin:Zhào Hóngbó; Harbin, Heilongjiang, 22 de setembro de 1973) é um ex-patinador artístico chinês, que competiu nas duplas. Ele foi campeão olímpico em 2010 ao lado de Shen Xue.

## Principais resultados

### Com Shen Xue
| Resultados | Resultados      | Resultados      | Resultados       | Resultados      | Resultados      | Resultados        | Resultados       | Resultados        | Resultados        | Resultados        | Resultados       | Resultados       | Resultados      | Resultados        | Resultados      | Resultados      | Resultados    | Resultados    |
| Internacional | Internacional   | Internacional   | Internacional    | Internacional   | Internacional   | Internacional     | Internacional    | Internacional     | Internacional     | Internacional     | Internacional    | Internacional    | Internacional   | Internacional     | Internacional   | Internacional   | Internacional | Internacional |
| Evento/Temporada | 1992– 1993      | 1993– 1994      | 1994– 1995       | 1995– 1996      | 1996– 1997      | 1997– 1998        | 1998– 1999       | 1999– 2000        | 2000– 2001        | 2001– 2002        | 2002– 2003       | 2003– 2004       | 2004– 2005      | 2005– 2006        | 2006– 2007      |                 | 2009– 2010    |               |
| --- | --------------- | --------------- | ---------------- | --------------- | --------------- | ----------------- | ---------------- | ----------------- | ----------------- | ----------------- | ---------------- | ---------------- | --------------- | ----------------- | --------------- | --------------- | ------------- | ------------- |
| Jogos Olímpicos |                 |                 |                  |                 |                 | 5.º               |                  |                   |                   | Medalha de bronze |                  |                  |                 | Medalha de bronze |                 | Medalha de ouro |               |               |
| Campeonato Mundial |                 | 21.º            |                  | 15.º            | 11.º            | 4.º               | Medalha de prata | Medalha de prata  | Medalha de bronze | Medalha de ouro   | Medalha de ouro  | Medalha de prata | WD              |                   | Medalha de ouro |                 |               |               |
| Campeonato dos Quatro Continentes |                 |                 |                  |                 |                 |                   | Medalha de ouro  |                   | Medalha de prata  |                   | Medalha de ouro  |                  |                 |                   | Medalha de ouro |                 |               |               |
| GP Grand Prix Final |                 |                 |                  |                 |                 | 4.º               | Medalha de ouro  | Medalha de ouro   | Medalha de bronze | Medalha de bronze | Medalha de prata | Medalha de ouro  | Medalha de ouro |                   | Medalha de ouro | Medalha de ouro |               |               |
| GP Bofrost Cup on Ice |                 |                 |                  |                 |                 |                   |                  | Medalha de bronze |                   | Medalha de ouro   | Medalha de ouro  |                  |                 |                   |                 |                 |               |               |
| GP Cup of China |                 |                 |                  |                 |                 |                   |                  |                   |                   |                   |                  | Medalha de ouro  | Medalha de ouro |                   | Medalha de ouro | Medalha de ouro |               |               |
| GP Cup of Russia |                 |                 |                  |                 |                 |                   | Medalha de prata | Medalha de prata  | Medalha de prata  |                   | Medalha de ouro  |                  |                 |                   |                 |                 |               |               |
| GP NHK Trophy |                 |                 |                  |                 | 4.º             | Medalha de ouro   | Medalha de prata | 4.º               | Medalha de ouro   | Medalha de ouro   | Medalha de ouro  |                  |                 |                   | Medalha de ouro |                 |               |               |
| GP Skate America |                 |                 |                  |                 |                 |                   |                  |                   | Medalha de prata  |                   |                  |                  |                 |                   |                 | Medalha de ouro |               |               |
| GP Skate Canada International |                 |                 |                  |                 |                 |                   | Medalha de ouro  |                   |                   |                   |                  | Medalha de prata | Medalha de ouro |                   |                 |                 |               |               |
| GP Trophée Éric Bompard |                 |                 |                  |                 | 5.º             | Medalha de bronze |                  |                   |                   |                   |                  |                  | Medalha de ouro |                   |                 |                 |               |               |
| Jogos Asiáticos |                 |                 |                  | Medalha de ouro |                 |                   | Medalha de ouro  |                   |                   |                   | Medalha de ouro  |                  |                 |                   | Medalha de ouro |                 |               |               |
| NHK Trophy |                 | 6.º             |                  |                 |                 |                   |                  |                   |                   |                   |                  |                  |                 |                   |                 |                 |               |               |
| Universíada |                 |                 |                  |                 | Medalha de ouro |                   |                  |                   |                   |                   |                  |                  |                 |                   |                 |                 |               |               |
| Nacional |                 |                 |                  |                 |                 |                   |                  |                   |                   |                   |                  |                  |                 |                   |                 |                 |               |               |
| Campeonato Chinês | Medalha de ouro | Medalha de ouro | Medalha de prata | Medalha de ouro | Medalha de ouro | Medalha de ouro   | Medalha de ouro  |                   | Medalha de ouro   | Medalha de ouro   |                  |                  |                 |                   |                 |                 |               |               |
| |                 |                 |                  |                 |                 |                   |                  |                   |                   |                   |                  |                  |                 |                   |                 |                 |               |               |
| Legenda: GP = Grand Prix; WD = Abandonou; Competição não foi disputada; Competição não fez parte do GP/CS; Competição fez parte do GP/CS |                 |                 |                  |                 |                 |                   |                  |                   |                   |                   |                  |                  |                 |                   |                 |                 |               |               |